# Samtawisi
Samtawisi (gruz. სამთავისი) – wieś w Gruzji, w regionie Wewnętrzna Kartlia, w gminie Kaspi. W 2014 roku liczyła 532 mieszkańców.